# Nivelles
Nivelles (en neerlandés Nijvel, en valón Nivele) es un municipio y una ciudad de Bélgica perteneciente a la provincia del Brabante valón, en la Región Valona.

## Geografía

### Secciones del municipio
El municipio comprende los antiguos municipios, que se fusionaron en 1977:
| - Nivelles - Baulers - Bornival - Thines - Monstreux |

## Historia

### Orígenes
Desde el 4000 a. C., el área fue transformada por los colonos provenientes del Danubio en una tierra apta para la agricultura. Gran parte de esta civilización fue arrasada por los romanos durante el siglo I a. C. Más tarde, en el siglo III, los germánicos lo destruyeron casi todo. En el siglo VII, el territorio formaba parte del reino franco de Austrasia, y el mayordomo de palacio Pipino de Landen, reconstruyó la villa romana en un terreno de más de 7800 hectáreas. Al morir Pipino, en 640, el obispo de Maastricht, el futuro san Amando, convenció a la viuda de Pipino, Itta, para que construyera en Nivelles una abadía. La hija de Itta, Gertrudis, pasó a ser la primera abadesa del monasterio y fue venerada como santa después de morir. La llegada masiva de peregrinos comportó la construcción de una iglesia todavía más grande, que culminó en la estructura románica de hoy en día. La consagración de la iglesia tuvo lugar en 1046, en presencia de Wazo, príncipe-obispo de Lieja, y Enrique III, emperador del Sacro Imperio Romano Germánico. Ésta fue la época dorada del monasterio de Nivelles, que por aquel entonces poseía territorios tan lejanos como Frisia, el río Mosela y el Rin. 

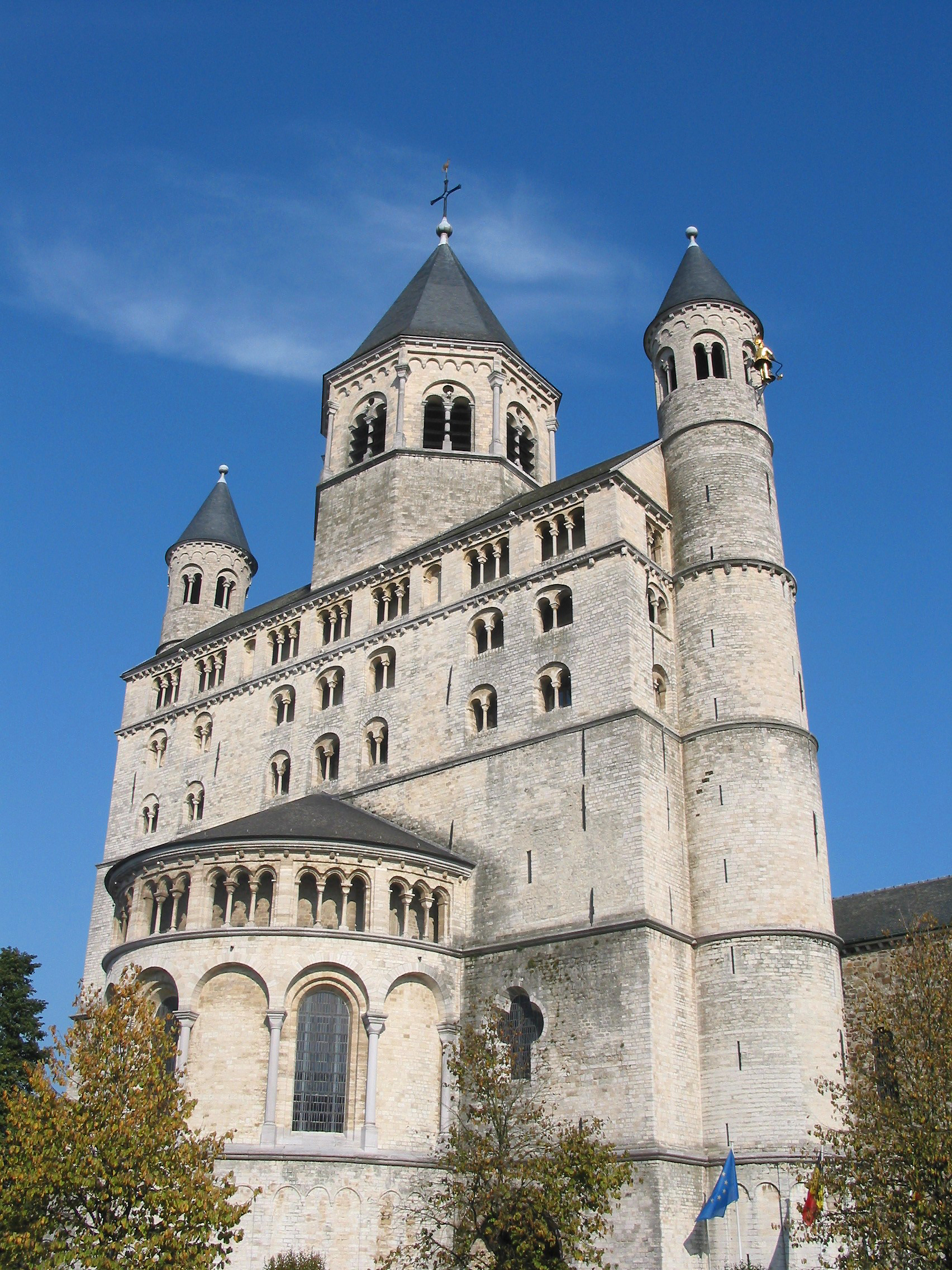
La iglesia colegiata de Santa Gertrudis.

### DelsigloXIIIa 1830
En el siglo XIII, Nivelles, que creció alrededor de la iglesia, fue integrada al Ducado de Brabante. La población estaba compuesta, en su mayor parte, por artesanos y miembros de los gremios, los cuales no dudaban en enfrentarse al clero y a la nobleza para obtener sus derechos. Les fueron otorgados, finalmente, por Juana, Duquesa de Brabante, en el siglo XIV. Una vez producida la sublevación neerlandesa y el Edicto perpetuo de 1577, la villa fue tomada rápidamente por las tropas españolas el 12 de marzo de 1578, tras un corto asedio de cuatro días. En 1647, un importante levantamiento llevado a cabo por los manufactureros del hilo tuvo como consecuencia la marcha de muchos emprendedores a Francia, provocando también un declive en la economía de la ciudad. Las continuas invasiones de Francia durante el siglo XVII a los Países Bajos Españoles y a las Provincias Unidas empeoraron la situación de la ciudad, puesto que Nivelles fue asediada y ocupada en varias ocasiones. Los regímenes austríaco y francés del siglo XVIII trajeron consigo reformas administrativas y religiosas a la ciudad.

### De 1830 a la actualidad
En 1830, Nivelles fue una de las primeras ciudades en enviar tropas patrióticas a Bruselas para luchar en la Revolución belga. Los años siguientes vieron crecer la industria pesada (metalúrgica y ferroviaria). Durante la Primera Guerra Mundial la ciudad fue dañada, pero fue en la Segunda Guerra Mundial cuando Nivelles padeció estragos serios: el 14 de mayo de 1940 se destruyó todo el centro de la ciudad, quedando sólo en pie los muros de la iglesia colegiata. La reconstrucción de la iglesia de Santa Gertrudis acabó en 1984.

## Demografía

### Evolución
Todos los datos históricos relativos al actual municipio, el siguiente gráfico refleja su evolución demográfica, incluyendo municipios después de efectuada la fusión el 1 de enero de 1977.
| Gráfica de evolución demográfica de Nivelles entre 1846 y 2020 |
|                                                                |

## Lugares de interés

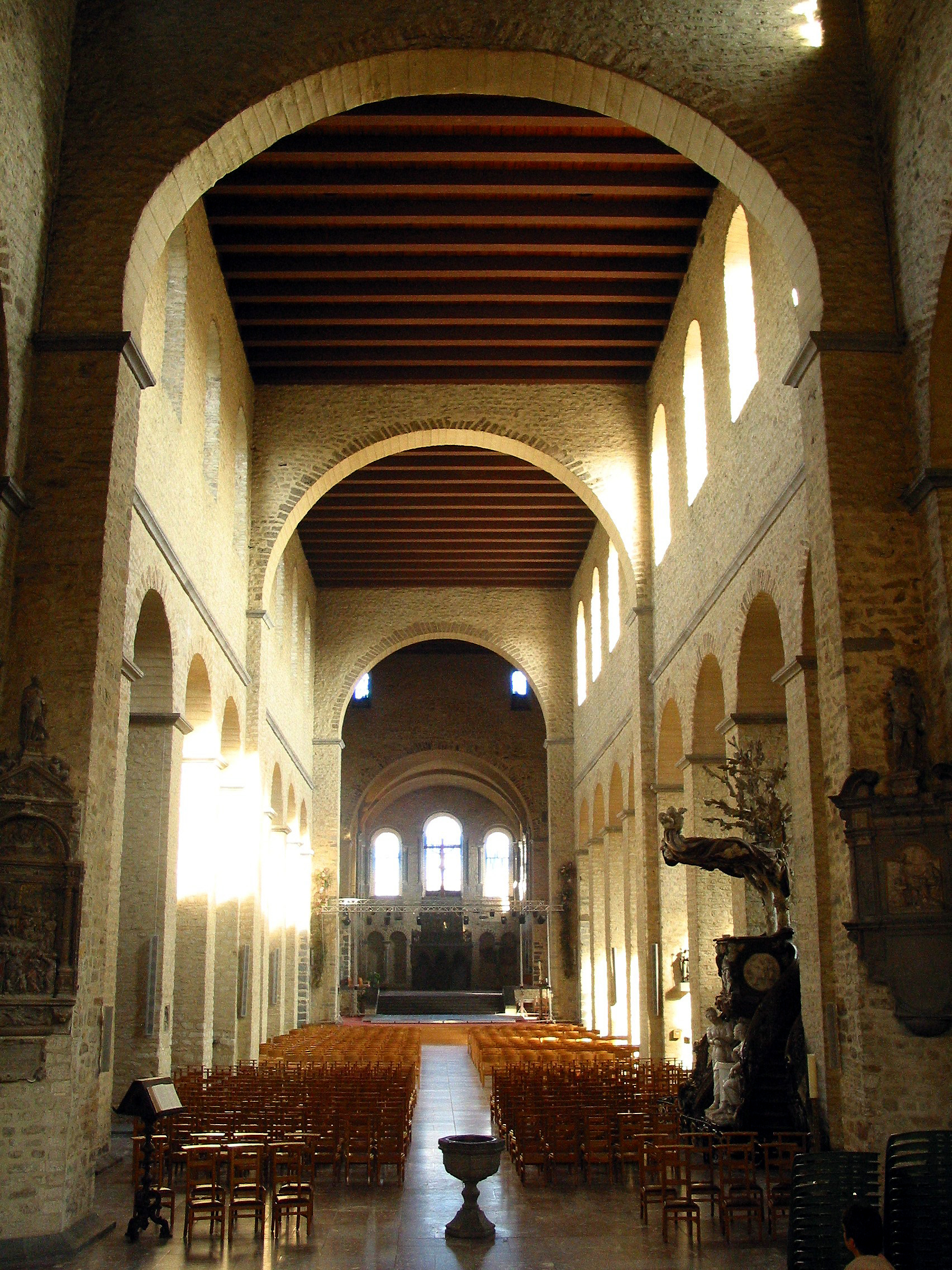
Nave de Santa Gertrudis.

- La iglesia colegiata Santa Gertrudis de Nivelles, patrona de la ciudad, fue construida entre los siglos XI y XIII y es uno de los mejores ejemplos del estilo románico de Bélgica. Ha sido clasificada como uno de los mayores patrimonios de Europa. Se han encontrado bajo la iglesia tumbas que datan de los periodos merovingio (siglo VII) y carolingio (siglo IX). La cripta románica es una de las más grandes de su clase de toda Europa.
- El reloj con un autómata de 2 metros (en francés, jacquemart) en una de las torres de la colegiata, conocido por los ciudadanos como Jean de Nivelles, que data de alrededor de 1400.
- El convento de los récollets y su iglesia, que data del siglo XVI.
- Nivelles cuenta también con un museo arqueológico, que complementa la visita a Santa Gertrudis.
- El parque Dodaine constituye un espacio verde en el corazón de la ciudad.

## Cultura popular

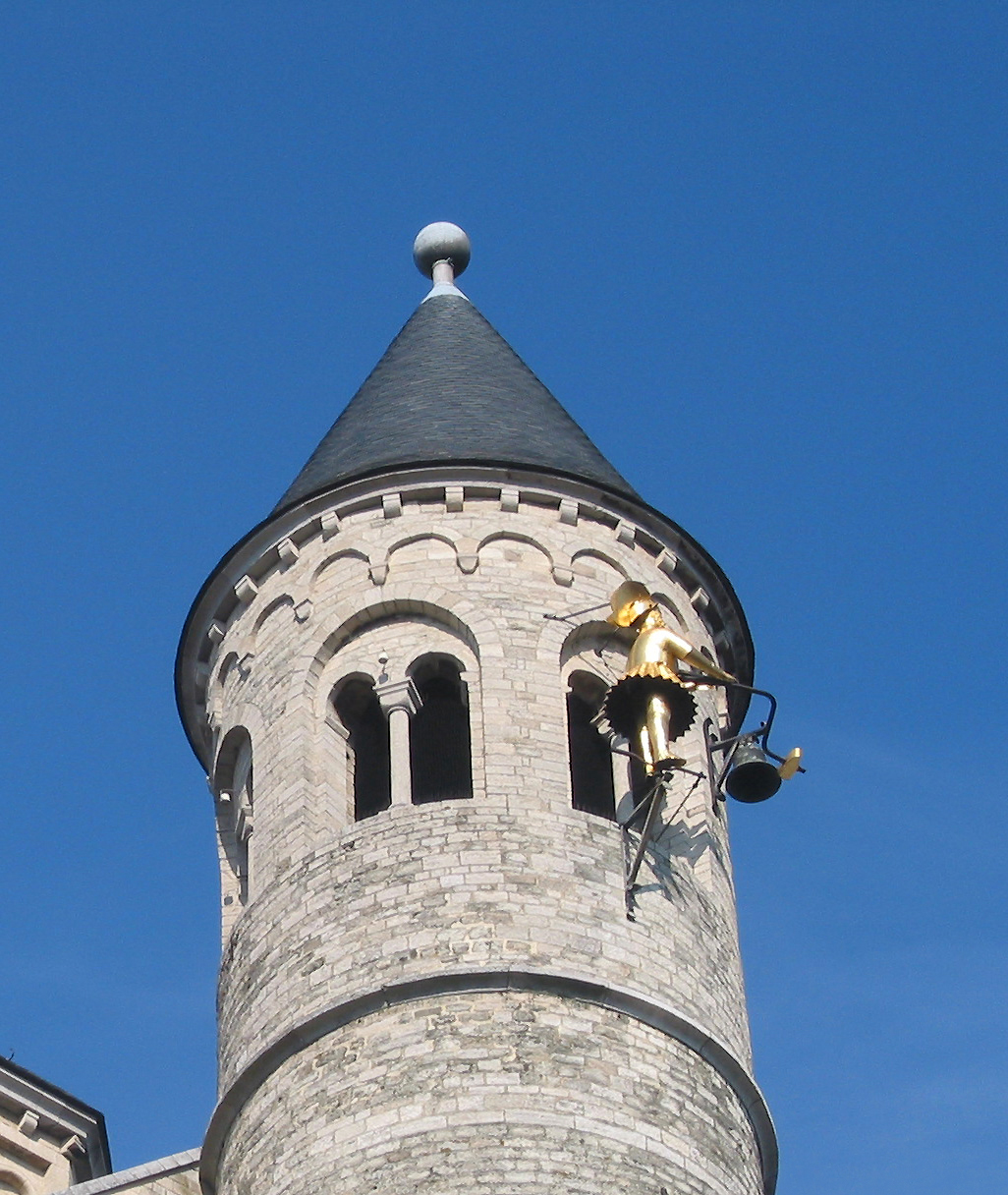
Jean de Nivelles.

- Al igual que Ath, Nivelles cuenta con una gran colección de gigantes, que desfilan por las calles en las fiestas de agosto. Uno de ellos, Goliat, data del año 1365. La familia de Goliat (marido, mujer y hijo) está acompañada de animales gigantes (un león, un camello, un unicornio y un dragón).
- Desde el siglo XIII, se celebra anualmente la procesión de Santa Gertrudis de Nivelles.
- Los Carnavales son más recientes, del siglo XIX, y se celebran a mediados de marzo. Como en Binche, en los carnavales de Nivelles participan los famosos Gilles.
- La especialidad gastronómica local es la tarte al d'jote, una especie de quiche que lleva gran variedad de quesos del lugar, cebolla, verduras, huevos y mantequilla.
- Nivelles también es conocida por su carillón de 49 campanas.

## Deportes
En 1972 y 1974, el Gran Premio de Bélgica de la Fórmula 1 se celebró en el circuito Nivelles-Baulers. En ambas temporadas venció Emerson Fittipaldi. Hoy, sin embargo, el circuito se ha reconvertido en una zona industrial. En septiembre de 2007, Nivelles fue la anfitriona del VII Campeonato de Europa de llargues y juego internacional. En este torneo participaron las selecciones de Bélgica, Holanda, Francia, Italia y España

## Ciudades hermanadas
- Saintes (Francia)